# Dayah Tanoh Kunyet
Dayah Tanoh Kunyet is een bestuurslaag in het regentschap Pidie van de provincie Atjeh, Indonesië. Dayah Tanoh Kunyet telt 230 inwoners (volkstelling 2010).